# Roggia Gamarra
La Gamarra è una roggia che scorre nelle provincie di Vercelli, Novara e Pavia.

## Storia
La storia della roggia Gamarra è senza dubbio molto antica, precedente all'anno 1182, dal momento che in quest'anno è attestato il ramo destro della roggia Bolgora, di cui la Gamarra rappresenta il tratto terminale.
Essa, comunque, viene citata in un documento risalente al 1208, ed in uno del 1258, che segna i confini dei territori della nobile casata dei Peronasca
Nell'ottobre 2020, a causa delle forti piogge che colpirono l'alto Piemonte, la roggia Gamarra  è esondata nel comune di Vinzaglio allagando la frazione di Torrione.

## Percorso
La roggia Gamarra ha origine dal punto d'unione della roggia Bolgora con la roggia Morta. 
Attraversa il territorio di Vinzaglio (Torrione Scavarda) e alcune terre della provincia di Vercelli, per poi dividersi in due ramificazioni: lo scaricatore Gamarro (che sfocia nel Sesia) e la roggia Gamarra Manufatta (che rappresenta il corso principale della roggia).
Da questo punto in poi, la Gamarra Manufatta scorre in provincia di Pavia; prosegue verso l'abitato del comune di Rosasco e l'attraversa in parte, continuando verso il comune di Cozzo, attraversato il quale prosegue verso Valle Lomellina; prima dell'abitato si dirama in vari fossi, per l'irrigazione delle risaie; qui finisce il  suo percorso. 
La Gamarra oggi svolge l'importante funzione di scaricatore e di colatore delle acque scorrenti nel Comprensorio Irriguo Cavo Montebello.